# 神洋明
神 洋明（じん ひろあき、1949年4月8日 - ）は、日本の弁護士。第一東京弁護士会会長や、日本弁護士連合会副会長、法務省法制審議会刑事法部会幹事、東亜道路工業監査役等を歴任した。

## 人物・経歴
1968年青森県立八戸高等学校卒業。1972年中央大学法学部卒業。1979年弁護士登録。法務省法制審議会刑事法部会幹事、警察大学校非常勤講師等を歴任。2003年東亜道路工業監査役。2014年第一東京弁護士会会長、日本弁護士連合会副会長。
2019年春の叙勲で旭日中綬章を受章。同年中央大学法曹会会長。